# چراغ‌کوسه قهوه‌ای
چراغ‌کوسه قهوه‌ای (نام علمی: Etmopterus unicolor) نام یک گونه از راسته خاردارکوسه‌سانان است.